# Stadion Struma w Simitli
Stadion Struma (bułg. Стадион Струма) – stadion piłkarski w Simitli, w Bułgarii. Obiekt może pomieścić 8000 widzów. Swoje spotkania na stadionie rozgrywają piłkarze klubu Septemwri Simitli.